# نقطه تحویل (معاملات آتی)
در یک قرارداد آتی که موضوع اصلی یک شی فیزیکی است، مانند غلات یا روغن، قیمت قرارداد آتی با فرض تحویل آن شی فیزیکی به یک مکان فیزیکی خاص در جهان قیمت‌گذاری می‌شود. برای مثال، قراردادهای آتی گاز طبیعی در ایالات متحده معمولاً نقطه تحویل هنری هاب دارند و طلا ممکن است نقطه تحویل نیویورک یا لندن داشته باشد. قراردادهای آتی که فقط در نقطه تحویل متفاوت هستند، معمولاً قیمت‌های کمی متفاوت خواهند داشت که منعکس‌کننده عرضه و تقاضای محلی و هزینه‌های حمل و نقل است.
نفت خام وست تگزاس اینترمیدیت یک نقطه تحویل به کوشینگ، اوکلاهما دارد.